# Rosate
Rosate – miejscowość i gmina we Włoszech, w regionie Lombardia, w prowincji Mediolan.
Według danych na rok 2004 gminę zamieszkiwało 4608 osób, 256 os./km².

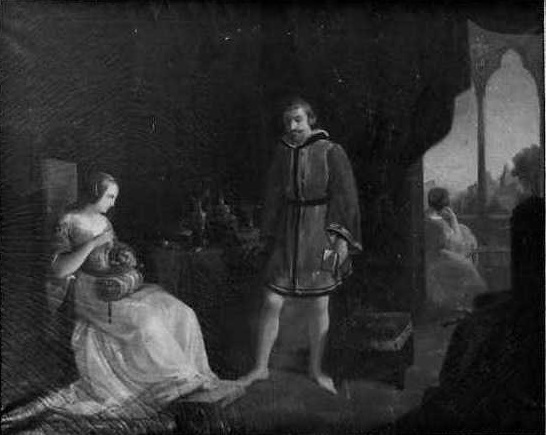
Bice del Balzo w Zamku Rosate, Vincenzo Petrocelli, olej na płótnie, 1840